# Temporada da ProA de 2025-26
| 1º Nível |  | BBL   |
| 2º Nível |  | PRO A |
| 3º Nível |  | PRO B |

A Temporada 2025-26 da ProA será a 20ª edição da competição de secundária do basquetebol masculino da Alemanha segundo sua pirâmide estrutural. É organizada pela 2.Bundesliga GmbH sob as normas da FIBA. Desde a temporada 2018-19 a liga conta com o naming rights da empresa seguradora de saúde Barmer. 

## Equipes participantes
Na atual temporada houveram algumas equipes ingressaram à divisão e outras saíram, ou por promoção ou por rebaixamento, verifique abaixo:
Equipes que não disputarão a liga nesta temporada:
- Gladiators Trier: Foi promovido à BBL após ser campeão da ProA de 2024-25[3]
- Science City Jena: Foi promovido à BBL como equipe finalista da Pro A de 2024-25[4]
- ART Giants Düsseldorf: Pediu licença da liga[5]
- Dresden Titans: Não entregou o pedido de licença a tempo para disputar a ProA nesta temporada, ingressará na ProB[6]
- RASTA Vechta II: situação similar ao Dresden Titans[7]

Equipes que ingressam à Liga na atual temporada:
- Bayer Giants Leverkusen: Foi promovido à ProA ao conquistar a ProB de 2024-25[8]
- SBB Baskets Wolmirstedt: Foi promovido à ProA como finalista da ProB de 2024-25[9]
- Paderborn Baskets e RheinStars Köln receberam convite para ingressarem na ProA.[10]

|         | Clube                            | Cidade               |
| ------- | -------------------------------- | -------------------- |
|         | Artland Dragons                  | Quakenbrück          |
| Aumento | Bayer Giants Leverkusen          | Leverkusen           |
|         | BBC Bayreuth                     | Bayreuth             |
| Baixa   | BG Göttingen                     | Gotinga              |
|         | Bozic Estriche Knights Kirchheim | Kirchheim unter Teck |
|         | Eisbären Bremerhaven             | Bremerhaven          |
|         | EPG Guardians Koblenz            | Coblença             |
|         | Gießen 46ers                     | Gießen               |
|         | HAKRO Crailsheim Merlins         | Crailsheim           |
|         | Nürnberg Falcons                 | Nuremberga           |
| Aumento | Paderborn Baskets                | Paderborn            |
|         | Phoenix Hagen                    | Hagen                |
|         | PS Kalsruhe Lions                | Carlsrue             |
| Aumento | RheinStars Köln                  | Colônia              |
| Aumento | SBB Baskets Wolmirstedt          | Stadtbergen          |
|         | Tigers Tübingen                  | Tubinga              |
|         | Uni Baskets Münster              | Monastério           |
|         | VfL SparkassenStars Bochum       | Bochum               |

| Legenda:                                 |
| Promovidos da ProB na temporada anterior |
| Rebaixados da BBL na temporada anterior  |

## Temporada regular

### Tabela de classificação
| Pos. | Clube                            | J | V | D | Pts. | PF | PC | Dif. | Classificação        |
| ---- | -------------------------------- | - | - | - | ---- | -- | -- | ---- | -------------------- |
| 1    | Artland Dragons                  |   |   |   |      |    |    |      | Playoffs             |
| 2    | Bayer Giants Leverkusen          |   |   |   |      |    |    |      | Playoffs             |
| 3    | BBC Bayreuth                     |   |   |   |      |    |    |      | Playoffs             |
| 4    | BG Göttingen                     |   |   |   |      |    |    |      | Playoffs             |
| 5    | Bozic Estriche Knights Kirchheim |   |   |   |      |    |    |      | Playoffs             |
| 6    | Eisbären Bremerhaven             |   |   |   |      |    |    |      | Playoffs             |
| 7    | EPG Guardians Koblenz            |   |   |   |      |    |    |      | Playoffs             |
| 8    | Gießen 46ers                     |   |   |   |      |    |    |      | Playoffs             |
| 9    | HAKRO Crailsheim Merlins         |   |   |   |      |    |    |      |                      |
| 10   | Nürnberg Falcons                 |   |   |   |      |    |    |      |                      |
| 11   | Paderborn Baskets                |   |   |   |      |    |    |      |                      |
| 12   | Phoenix Hagen                    |   |   |   |      |    |    |      |                      |
| 13   | PS Kalsruhe Lions                |   |   |   |      |    |    |      |                      |
| 14   | RheinStars Köln                  |   |   |   |      |    |    |      |                      |
| 15   | SBB Baskets Wolmirstedt          |   |   |   |      |    |    |      |                      |
| 16   | Tigers Tübingen                  |   |   |   |      |    |    |      |                      |
| 17   | Uni Baskets Münster              |   |   |   |      |    |    |      | Rebaixados para ProB |
| 18   | VfL SparkassenStars Bochum       |   |   |   |      |    |    |      | Rebaixados para ProB |

fonte:2basketballbundesliga.de/tabelle-proa

### Partidas disputadas
| ↓Casa\Visitante→                 | ART | BAY | BBC | GÖT | KIR | BRE | KOB | GIE | CRA | NÜR | PAD | HAG | KAL | RHE | TÜB | WOL | MÜN | BOC |
| -------------------------------- | --- | --- | --- | --- | --- | --- | --- | --- | --- | --- | --- | --- | --- | --- | --- | --- | --- | --- |
| Artland Dragons                  |     |     |     |     |     |     |     |     |     |     |     |     |     |     |     |     |     |     |
| Bayer Giants Leverkusen          |     |     |     |     |     |     |     |     |     |     |     |     |     |     |     |     |     |     |
| BBC Bayreuth                     |     |     |     |     |     |     |     |     |     |     |     |     |     |     |     |     |     |     |
| BG Göttingen                     |     |     |     |     |     |     |     |     |     |     |     |     |     |     |     |     |     |     |
| Bozic Estriche Knights Kirchheim |     |     |     |     |     |     |     |     |     |     |     |     |     |     |     |     |     |     |
| Eisbären Bremerhaven             |     |     |     |     |     |     |     |     |     |     |     |     |     |     |     |     |     |     |
| EPG Guardians Koblenz            |     |     |     |     |     |     |     |     |     |     |     |     |     |     |     |     |     |     |
| Gießen 46ers                     |     |     |     |     |     |     |     |     |     |     |     |     |     |     |     |     |     |     |
| HAKRO Merlins Crailsheim         |     |     |     |     |     |     |     |     |     |     |     |     |     |     |     |     |     |     |
| Nürnberg Falcons                 |     |     |     |     |     |     |     |     |     |     |     |     |     |     |     |     |     |     |
| Padeborn Baskets                 |     |     |     |     |     |     |     |     |     |     |     |     |     |     |     |     |     |     |
| Phoenix Hagen                    |     |     |     |     |     |     |     |     |     |     |     |     |     |     |     |     |     |     |
| PS Kalsruhe Lions                |     |     |     |     |     |     |     |     |     |     |     |     |     |     |     |     |     |     |
| RheinStars Köln                  |     |     |     |     |     |     |     |     |     |     |     |     |     |     |     |     |     |     |
| Tigers Tübingen                  |     |     |     |     |     |     |     |     |     |     |     |     |     |     |     |     |     |     |
| SBB Baskets Wolmirstedt          |     |     |     |     |     |     |     |     |     |     |     |     |     |     |     |     |     |     |
| Uni Baskets Münster              |     |     |     |     |     |     |     |     |     |     |     |     |     |     |     |     |     |     |
| VfL SparkassenStars Bochum       |     |     |     |     |     |     |     |     |     |     |     |     |     |     |     |     |     |     |

fonte: 2basketballbundesliga.de/spielplan

## Playoffs

### Quartas de finais
| Time 1 | Série | Time 2 | 1º Jogo | 2º Jogo | 3º Jogo | 4º Jogo | 5º Jogo |
| ------ | ----- | ------ | ------- | ------- | ------- | ------- | ------- |
|        | -     |        |         |         |         |         |         |
|        | -     |        |         |         |         |         |         |
|        | -     |        |         |         |         |         |         |
|        | -     |        |         |         |         |         |         |

### Semifinais
| Time 1 | Série | Time 2 | 1º Jogo | 2º Jogo | 3º Jogo | 4º Jogo | 5º Jogo |
| ------ | ----- | ------ | ------- | ------- | ------- | ------- | ------- |
|        | -     |        |         |         |         |         |         |
|        | -     |        |         |         |         |         |         |

### Final
| Time 1 | Agregado | Time 2 | 1º Jogo | 2º Jogo |
| ------ | -------- | ------ | ------- | ------- |
|        | -        |        |         |         |